# Isola
 Isola  (en occitano Lieusola) es una población y comuna francesa, en la región de Provenza-Alpes-Costa Azul, departamento de Alpes Marítimos, en el distrito de Niza y cantón de Saint-Étienne-de-Tinée.

## Demografía
| 342 | 223 | 389 | 539 | 576 | 526 |
| Para los censos de 1962 a 1999 la población legal corresponde a la población sin duplicidades (Fuente: INSEE [Consultar]) |     |     |     |     |     |